# Horodec (gmina)
Horodec – dawna gmina wiejska istniejąca do 1939 roku w woj. poleskim (obecnie na Białorusi). Siedzibą władz gminy był Horodec.
W okresie międzywojennym gmina Horodec należała do powiatu kobryńskiego w woj. poleskim. 18 kwietnia 1928 roku do gminy przyłączono części zniesionych gmin Błoty i Iłosk.
Po wojnie obszar gminy Horodec wszedł w struktury administracyjne Związku Radzieckiego.
Nie mylić z gminą Horodziec.